# الخفسه
الخفسه (به عربی: خفسة) یک روستا در سوریه است که در استان حلب واقع شده‌است. الخفسه ۵٬۳۹۳ نفر جمعیت دارد.